# Neufchâteau (Luik)

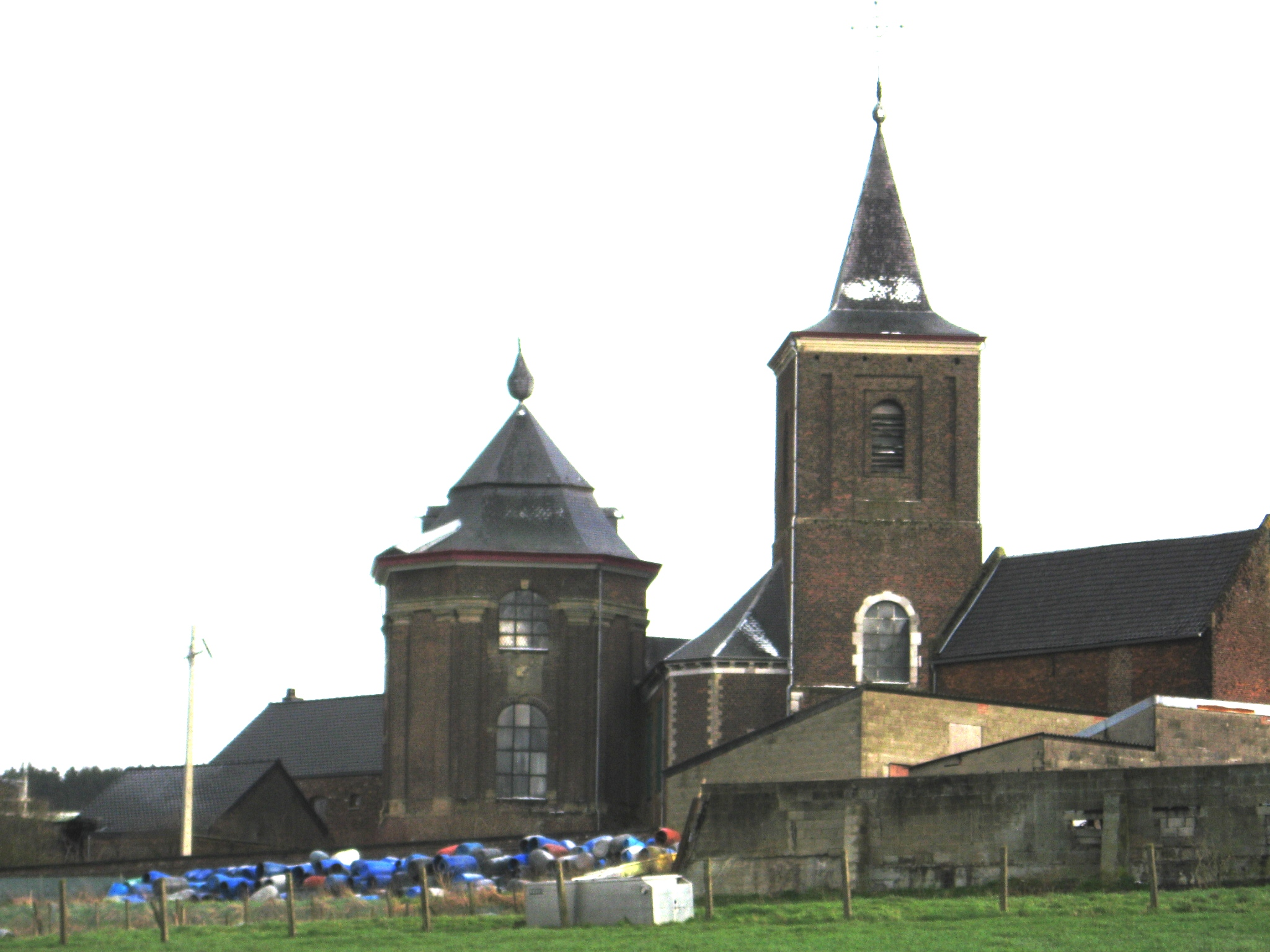
De Sint-Laurentiuskerk

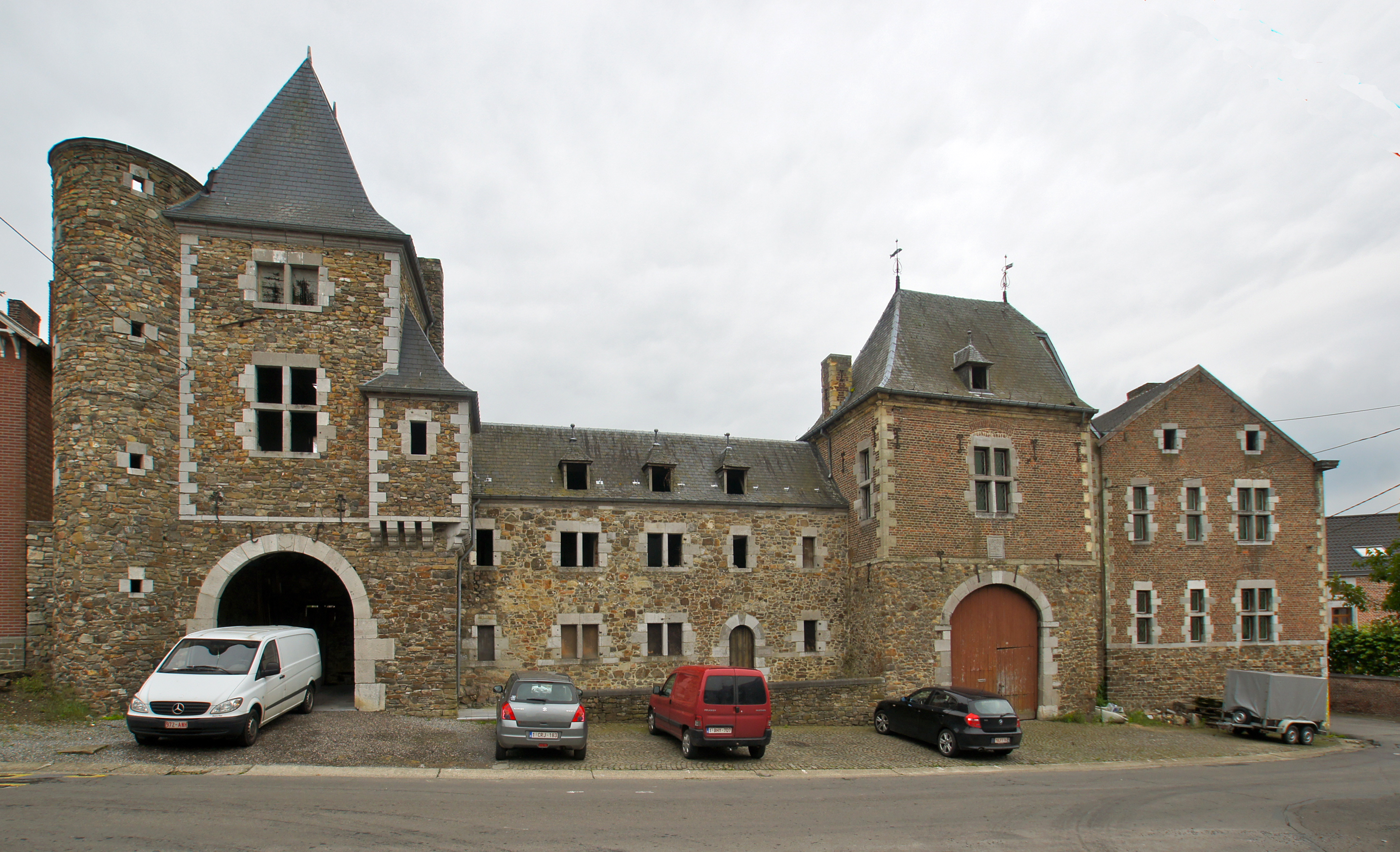
Kasteelhoeve van Pontpierre-Méan

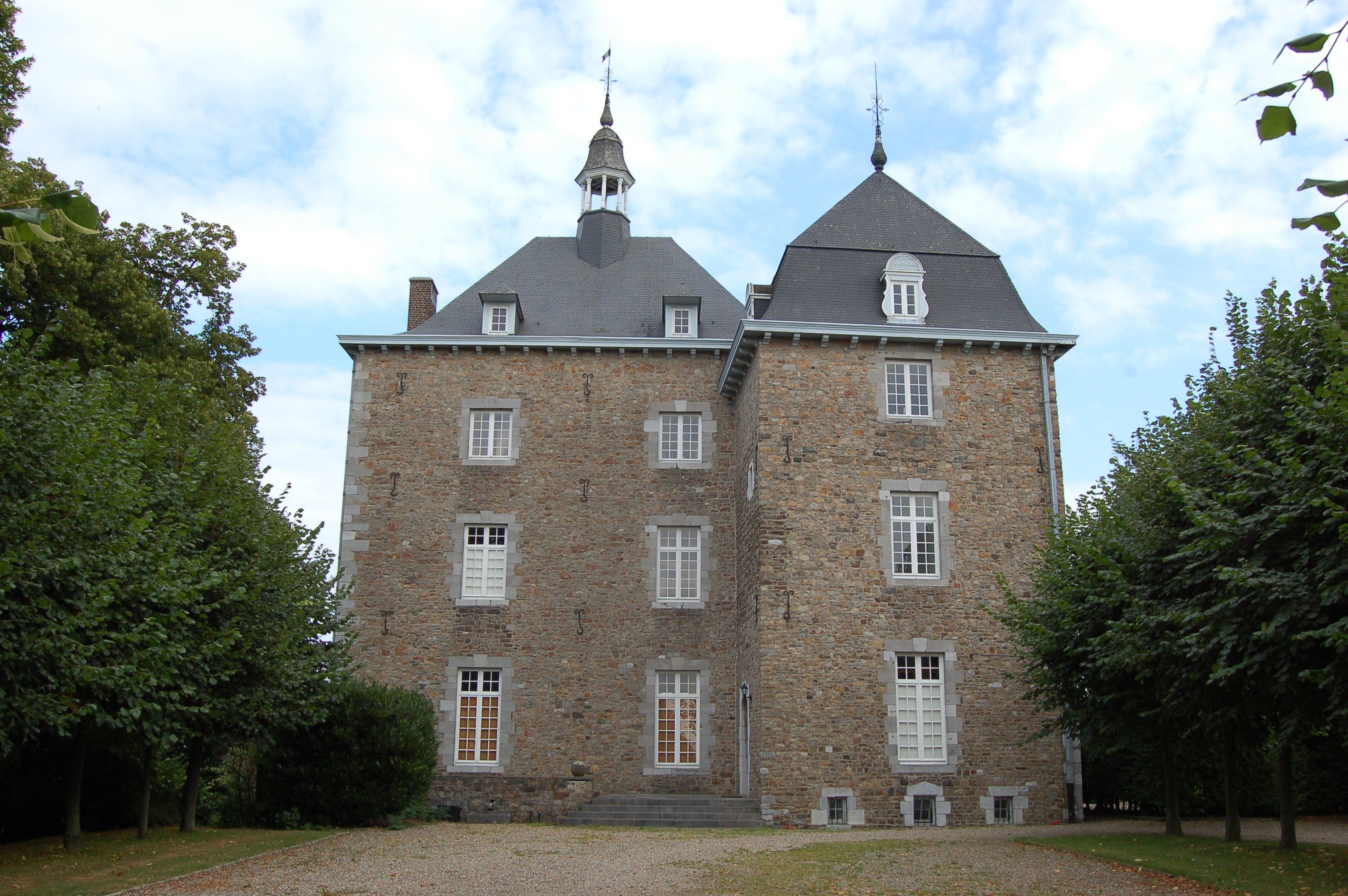
Kasteel van Wodémont

Neufchâteau is een dorp in de Belgische provincie Luik en een deelgemeente van de gemeente Dalhem. Het was een zelfstandige gemeente tot het bij de fusie van 1977 toegevoegd werd aan de gemeente Dalhem.
Neufchâteau is in oppervlakte de grootste deelgemeente van Dalhem en ligt in het Land van Herve aan de oostkant van de gemeente. De Berwijn, een zijrivier van de Maas, stroomt ten zuiden van de dorpskom door de deelgemeente. Neufchâteau is nog grotendeels een landbouwdorp gebleven maar ontwikkelt zich toch stilaan tot een woondorp. Er wordt vooral aan veeteelt en fruitteelt gedaan.

## Geschiedenis
Neufchâteau was een heerlijkheid die deel uitmaakte van het graafschap Dalhem. De nabijgelegen buurtschap Wodémont was eveneens een heerlijkheid, deze behoorde echter tot het hertogdom Limburg. Vanaf 1565 werd de heerlijkheid Neufchâteau afhankelijk van Gulpen.
De Sint-Laurentiuskapel van Neufchâteau, die in de buurtschap Aubin stond, werd in 1621 verheven tot parochiekerk.
In 1802 werd Wodémont toegevoegd aan Neufchâteau en aldus werd een gemeente gevormd die in 1977 een deelgemeente werd van Dalhem.
Bij de onafhankelijkheid van België inventariseerde geograaf Philippe Vandermaelen in dit dorp ongeveer 194 woningen,  een mooi modern kasteel,  een molen, een brouwerij en een school. Er waren 902 inwoners. Het inventaris omvat verder details over de natuurlijke omgeving, bodems, landbouwproductie en veestapel. Ook het wegennetwerk van toen is beschreven. De omschrijving door Vandermaelen geeft een interessante inkijk in het dagelijkse leven rond 1830. 

## Demografische ontwikkeling
- Bronnen:NIS, Opm:1831 tot en met 1970=volkstellingen, 1976= inwoneraantal op 31 december

## Bezienswaardigheden
- De neoclassicistische Sint-Laurentiuskerk in het oude gehucht Aubin die dateert van 1789-1791. Zij is de parochiekerk voor de hele deelgemeente. Er bevindt zich een grafkapel uit 1714 van de graven de Hoen-Neufchâteau.
- Het Fort Aubin-Neufchâteau maakt deel uit van de fortengordel rond Luik uit de jaren 1930. Na de val van het Fort Eben-Emael bood het fort van Aubin-Neufchâteau nog 11 dagen weerstand tegen de Duitsers. Na de capitulatie gebruikten de Duitsers het fort om te experimenteren met een nieuwe soort granaat. Alle metalen onderdelen zijn verkocht aan een schroothandelaar. Het fort is eens per maand te bezichtigen.
- De Moulin de Gros-Pré is een voormalige watermolen die reeds vermeld werd in 1636. De molen is omgebouwd tot woonhuis maar de plaats waar het waterrad zich bevond is nog steeds zichtbaar.
- Het Kasteel van Wodémont
- Kasteelhoeve van Pontpierre-Méan
- Kasteel Regout
- Bron Saint-Laurent

## Natuur en landschap
Neufchâteau ligt in het Land van Herve op een hoogte van ongeveer 150 meter. Ten zuiden van de kom loopt de Berwijn in westelijke richting. Het dal wordt omzoomd door enkele hellingbossen, en ook ligt het kasteel in het dal.

## Politiek

### Resultaten gemeenteraadsverkiezingen sinds 1976
| Partij               | 10-10-1976 | 10-10-1976 | 10-10-1982 | 10-10-1982 | 9-10-1988 | 9-10-1988 | 9-10-1994 | 9-10-1994 | 8-10-2000 | 8-10-2000 | 8-10-2006 | 8-10-2006 | 14-10-2012 | 14-10-2012 |
| Stemmen / Zetels     | %          | 17         | %          | 17         | %         | 17        | %         | 17        | %         | 17        | %         | 17        | %          | 19         |
| -------------------- | ---------- | ---------- | ---------- | ---------- | --------- | --------- | --------- | --------- | --------- | --------- | --------- | --------- | ---------- | ---------- |
| PS                   | 9,31       | 0          | -          |            | -         |           | -         |           | -         |           | -         |           | -          |            |
| ECOLO                | -          |            | -          |            | -         |           | -         |           | 9,27      | 1         | 10,41     | 1         | 8,2        | 0          |
| Com Nouv             | 48         | 9          | -          |            | -         |           | -         |           | -         |           | -         |           | -          |            |
| Union Ren            | 42,69      | 8          | -          |            | -         |           | -         |           | -         |           | -         |           | -          |            |
| RC                   | -          |            | 49,16      | 8          | 61,01     | 11        | -         |           | -         |           | -         |           | -          |            |
| Paix.co              | -          |            | 50,84      | 9          | -         |           | -         |           | -         |           | -         |           | -          |            |
| ARC                  | -          |            | -          |            | 38,99     | 6         | -         |           | -         |           | -         |           | -          |            |
| GA                   | -          |            | -          |            | -         |           | 46,85     | 9         | -         |           | -         |           | -          |            |
| IC                   | -          |            | -          |            | -         |           | 17,02     | 2         | -         |           | -         |           | -          |            |
| UC                   | -          |            | -          |            | -         |           | 36,12     | 6         | -         |           | -         |           | -          |            |
| A.D.                 | -          |            | -          |            | -         |           | -         |           | 2,15      | 0         | -         |           | -          |            |
| ACTION               | -          |            | -          |            | -         |           | -         |           | 43,24     | 8         | -         |           | -          |            |
| ENS                  | -          |            | -          |            | -         |           | -         |           | 39,56     | 8         | -         |           | -          |            |
| IDC                  | -          |            | -          |            | -         |           | -         |           | 5,78      | 0         | -         |           | -          |            |
| Agir Ensemble        | -          |            | -          |            | -         |           | -         |           | -         |           | 38,81     | 8         | 47,35      | 10         |
| Alternative          | -          |            | -          |            | -         |           | -         |           | -         |           | 16,79     | 2         | -          |            |
| du 9 pour vous       | -          |            | -          |            | -         |           | -         |           | -         |           | 33,99     | 6         | -          |            |
| Energie +            | -          |            | -          |            | -         |           | -         |           | -         |           | -         |           | 44,44      | 9          |
| Totaal stemmen       | 3977       | 3977       | 4172       | 4172       | 4157      | 4157      | 4228      | 4228      | 4341      | 4341      | 4657      | 4657      | 5035       | 5035       |
| Opkomst %            |            |            |            |            | 96,29     | 96,29     | 95,42     | 95,42     | 94,53     | 94,53     | 95,96     | 95,96     | 94,52      | 94,52      |
| Blanco en ongeldig % | 0,63       | 0,63       | 2,44       | 2,44       | 3,08      | 3,08      | 4,14      | 4,14      | 5,6       | 5,6       | 5,11      | 5,11      | 4,37       | 4,37       |

## Nabijgelegen kernen
Mortroux, Saint-Jean-Sart, Hagelstein, Warsage, Bombaye
Deelgemeenten: Berneau · Bolbeek · Dalhem · Feneur · Mortroux · Neufchâteau · Saint-André · Weerst

Overige plaatsen: Chenestre · Fêchereux · La Heusière · La Heydt · Mauhin · Les Waides · Wodémont

Belgische gemeenten · arrondissement Luik · provincie Luik · Wallonië